# 伊東心愛
伊東 心愛（いとう ここあ、 2003年10月1日 - ）は、日本の子役。
キャロット所属。

## 略歴
2004年ころよりカタログなどのモデルとして活動を開始。
2007年ころより子役女優として活動。
2009年には、小学館「幼稚園」のレギュラー表紙モデルとなる。

## 出演

### テレビ
- 火曜ドラマゴールド「マイ☆スイートホーム〜夢野大吉・夢を売ります〜」（2007年、NTV）
- 徳光和夫の感動再会"逢いたい"（再現ドラマ）（2010年、TBS）
- 龍馬伝 45話（2010年、NHK）子供たち 役
- ザ!世界仰天ニュース「少女が残したメッセージ」（2010年11月10日、NTV）守井朝陽 役
- 10年先も君に恋して（2010年、NHK総合）
- 江〜姫たちの戦国〜（2011年、NHK）完 役
- 謎解きはディナーのあとで（2011年、フジテレビ）宝生麗子（幼少） 役
- 走馬灯株式会社 7話（2012年、TBS）奈々（幼少） 役

### 映画
- 劇場版 謎解きはディナーの後で（2013年）宝生麗子（幼少） 役

### CM
- パイロットインキ「まほうのハートキッチン」（2009 - 2010年）
- パイロットインキ「不思議なシャワープリンセス」（2010年)
- ロッテ「レディボーデン」（2010年）
- ニトリ「シェーズロング付きソファ〜くつろぎのカタチ編〜」（2011年）
- 日本マクドナルドハッピーセット「いちご新聞.そうだったんだ!編」（2012年）

### WEB
- パナソニック「植樹」